# Takphet Lekawijit
Takphet Lekawijit (tiếng Thái: ตากเพชร เลขาวิจิตร, phiên âm: Tắc-phết Lê-kha-vi-chít, sinh ngày 15 tháng 10 năm 1990) còn nghệ danh là Typoon (tiếng Thái: ไต้ฝุ่น) là một diễn viên Thái Lan. Anh hiện là diễn viên độc quyền của Đài Channel 7 (CH7) .

## Phim tham gia

### Phim truyền hình
| Năm  | Tựa                                   | Vai                                | Đóng với             | Đài |
| ---- | ------------------------------------- | ---------------------------------- | -------------------- | --- |
| 2016 | Look Mai Klai Ton Hậu sinh khả úy     | Apirak Kiatichai (Rak)             | Kavita Chindawath    | CH7 |
| 2018 | Dok Yah Nai Payu Hoa cỏ lau trong bão | Decha (Cha)                        | Ramida Theerapat     | CH7 |
| 2018 | Mae Sue Bpak Rai Poo Chai Rot Jat     | Dr. Athiwat                        |                      | CH7 |
| 2018 | Ruk Sud Plai Nuam                     | Chern                              | Giada Intorre        | CH7 |
| 2018 | Nang Thip Oán nghiệp                  | Tinthep [Present] / Siwarit [Past] | Mookda Narinrak      | CH7 |
| 2019 | See Mai Karn Bốn sắc thái             | Bplutwit (Wit)                     | Nattarin Suwannalerd | CH7 |
| 2020 | Sai Suep Kuk Kuk Ku                   | Prakasit                           | Giada Intorre        | CH7 |
| 2020 | Moradok Pee Dok                       | Gent                               | Chatdao Sittipol     | CH7 |
| 2021 | Wong Wien Hua Jai Trái tim băng giá   | Warapong (Pong)                    | Randapa Muntalumpa   | CH7 |
| 2021 | Guang Bpuan Gor Guan Leua Cheua       | Leua Cheua                         | Kaewsai Kanyawee     | CH7 |
|      | Morlum Summer                         |                                    | Randapa Muntalumpa   | CH7 |

### Phim điện ảnh
| Năm  | Tựa          | Vai |
| ---- | ------------ | --- |
| 2010 | After School | Ton |